# Estuaire et drainages côtiers de l'Amazone
Localisation
Les estuaire et drainages côtiers de l'Amazone forment une écorégion d'eau douce définie par le Fonds mondial pour la nature et The Nature Conservancy. 
Elle occupe l'estuaire de l'Amazone et son bassin drainant sur la côte brésilienne, et s'étend sur l'ensemble de l'embouchure complexe que l'Amazone partage avec le rio Tocantins, de part et d'autre de la grande île fluviale ou côtière, et alluviale, de Marajó, avec leur chenal naturel partiellement commun le Rio Pará.